# Amphibolia littlewoodii
Amphibolia littlewoodii là một loài thực vật có hoa trong họ Phiên hạnh. Loài này được (L.Bolus) L.Bolus ex Toelken & Jessop mô tả khoa học đầu tiên năm 1976.